# Служба маршалів США
Служба федеральних маршалів — підрозділ Міністерства юстиції США, найстаріше федеральне правоохоронне агентство США. Було створено 24 вересня 1789 року. До завдань Служби входить забезпечення діяльності федеральних судів, контроль за виконанням їх вироків і рішень, розшук, арешт і нагляд за утриманням федеральних злочинців, аукціонний продаж конфіскованого майна, а також боротьба з тероризмом та масовими заворушеннями. До складу Служби входить Академія Служби маршалів США (англ. U.S. Marshals Service Training Academy). Штаб-квартира розташовується в місті Арлінгтон, Вірджинія.
Співробітник служби, федеральний маршал (англ. U.S. Marshal), призначається президентом з наступним затвердженням Сенатом на чотирирічний термін. Його посада відповідає за функціями посаді шерифа в окружному суді. Частина обов'язків федерального маршала виконується його заступником (англ. deputy marshal).

## Історія
Посади американських маршалів та їх заступників були створені першим Конгресом на підставі положень Судового закону 1789 року. Цим документом визначено, що функцією маршалів США є втілення законів у життя. Таким чином, Служба маршалів США — найстаріший правоохоронний орган, що виконує федеральні закони.
У листі Едмунду Рендолфу, першому Генеральному прокурору США, президент Джордж Вашингтон писав:

Враження від правосуддя, ефективність його виконання — це фундамент нашого суспільства, на якому тримається Уряд. Я розглянув першу домовленість Судового відділу, як необхідність для нашої Країни, яка приведе до стабільності її політичної системи, вибір найпридатніших людей, щоб роз'яснювати закон, і здійснювати правосуддя, був завжди об'єктом мого занепокоєння.
Оригінальний текст (англ.)
Impressed with a conviction that the due administration of justice is the firmest pillar of good Government, I have considered the first arrangement of the Judicial department as essential to the happiness of our Country, and to the stability of its political system; hence the selection of the fittest characters to expound the law, and dispense justice, has been an invariable object of my anxious concern.

Багато хто з перших американських маршалів вже перебував на військовій службі під час американської Революції. Серед перших маршалів був конгресмен, зять Джона Адамса — Вільям Стівенс Сміт, а також конгресмени Томас Моррісон та Генрі Дерборна.
Із найперших днів становлення нації маршалам дозволяли приймати на роботу помічників: як звичайних людей, так і представників інших правоохоронних структур.
Маршали також могли створювати загони і надавати повноважні статуси помічникам; ці загони виконували правоохоронні функції. Маршали мають великі повноваження, спрямовані на забезпечення функціонування федеральних судів в межах ввірених їм районів, на виконання законних указів, випущених федеральними суддями, Конгресом, або президентом США.
Маршали і їх помічники вручали повістки в суд, виклики, приписи, ордера, та інші документи, випущені судами, здійснювали арешти, і перевозили федеральних ув'язнених. Вони займалися перевезенням зарплат службовців судів, доставкою та охороною свідків.
Коли Джордж Вашингтон і його перший уряд і перший Конгрес почали приймати закони, вони виявили, що їх важко втілити в життя. Тому вони поручили це маршалам та їх помічникам.

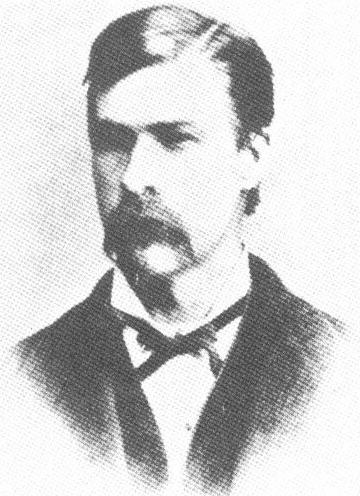
Маршал США Морган Ерп

Маршали також представляли Федеральний уряд в межах ввірених їм районів. Вони вели загальний перепис населення, кожне десятиліття до 1870 року. Вони поширювали Президентські послання, збирали статистичну інформацію щодо торгівлі і виробництва, збирали дані урядових службовців для національного реєстру і виконували інші завдання, необхідні для ефективної роботи центральних органів влади. За минулі 200 років Конгрес, президент та губернатори зверталися до маршалів з проханням виконати незвичайні або екстраординарні місії, такі як: пошук ворожих шпигунів під час війни, охорона американського кордону проти озброєних експедицій зарубіжних країн, і, час від часу, в період холодної війни, обмін шпигунами з Радянським Союзом; ними також відновлена копія білля про права Північної Кароліни.
Деякі маршали (особливо на Заході) встали на захист закону як легендарні герої Дикого Заходу перед обличчям неприборканого беззаконня. Маршали заарештували небезпечного бандита Делтона Генга в 1893 році, допомогли придушити страйк «пульманівського депо» в 1894 році, слідкували за дотриманням Сухого закону протягом 1920-х років, захищали американських атлетів на Олімпійських іграх. Маршали були задіяні в інциденті з хлопчиком-біженцем Еліаном Гонсалесом при поверненні його на Кубу в 2000 році. З 1989 року маршали були відповідальні за виконання законів серед американського персоналу в Антарктиді. Хоча вони й не присутні там постійно.
Одна з чорних сторінок в історії маршалів США — це пошук рабів-утікачів, як того вимагав закон 1850 року. Їм також дозволялося формувати загони і вербувати будь-якої людини в будь-якому місці, щоб допомогти у поверненні рабів-утікачів. Відмова співпрацювати з маршалом приводила до штрафу в 5000 доларів або тюремного ув'язнення. В один з ключових моментів краху сегрегаційної системи і початку процесу встановлення расової рівноправності в південних штатах США маршали супроводжували до школи Рубі Бріджес — шестирічну афроамериканську дівчинку, одну з перших темношкірих учнів, які були допущені до навчання у виключно «білій» школі.

## Обов'язки
Маршали відповідальні за пошук втікачів, захист федеральної судової влади, транспортування федеральних ув'язнених, захист федеральних свідків та матеріальних цінностей, конфіскованих за рішенням суду.

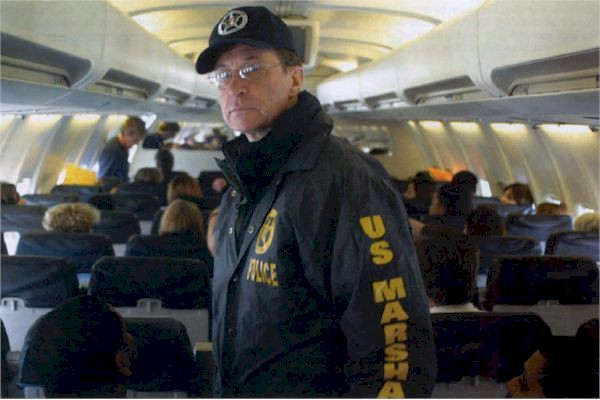
Маршал при перевезенні ув'язнених

В 2007 році американські маршали знайшли 36 000 федеральних втікачів (тих, які втекли з в'язниці, осіб в розшуку, тощо) і виконали 38 900 федеральних ордерів.
Маршали Сполучених Штатів займаються виконанням законних розпоряджень, актів випущених владою.
Американські маршали можуть залучати (вербувати) громадян як помічників за необхідності. Вони не можуть вербувати солдат, які несуть службу і знаходяться у формі, але можуть, якщо вони не на чергуванні і в цивільному одязі. Ця можливість з'явилася з часів Дикого Заходу, коли створювалися загони з пошуку рабів під назвою «Загін правосуддя».
Американські маршали можуть здійснювати правоохоронну діяльність у межах країни, штату, округу, залежно від повноважень.

## Зброя

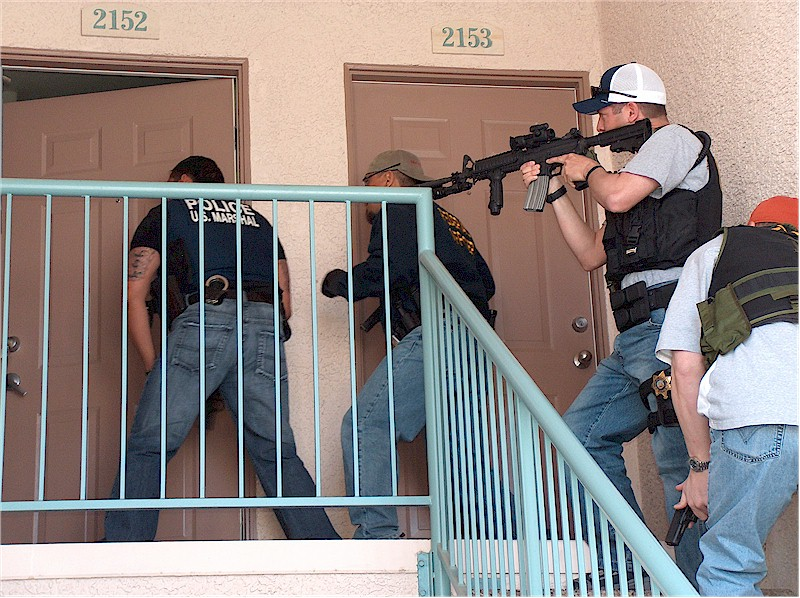
Американський маршал, озброєний автоматом M4, штурмує квартиру

Згідно з вебсайтом американських маршалів, основна їхня зброя — Глок 22 або Глок 23. У кожного маршала є запасна зброя. Під час операцій вони можуть використовувати автомат AR-15 або багатозарядні дробовики.

## Структура
Американська система судочинства розділена на 94 райони, в кожному є представництво американських маршалів, що відрізняються структурою, в багатьох є представництва помічників маршала. Американський федеральний бюджет на 2005 рік був розрахований на 3067 помічників маршала.
Директор і кожен маршал Сполучених Штатів призначається президентом США та делегується Сенатом США.

## Маршали США вкінематографі
| - Втікач - Служителі закону - Острів проклятих - Справжня мужність - Стиратель - Правосуддя (серіал) - Еврика (телесеріал) - Королі втечі (серіал) - На тому стоїмо - Повітряна в'язниця - Переслідування (телесеріал) | - Вздерни їх вище - У простому вигляді (серіал) - Шукач (телесеріал) - Клин клином - Повітряний маршал - Сини Анархії (серіал) - Білий комірець - Менталіст - Декстер (серіал) - Біла імла |